# Княжебайгорский сельсовет
Княжебайгорский сельсовет — сельское поселение в Грязинском районе Липецкой области Российской Федерации.
Административный центр — село Княжая Байгора.

## История
Статус и границы сельского поселения установлены Законом Липецкой области от 23 сентября 2004 года № 126-ОЗ «Об установлении границ муниципальных образований Липецкой области»

## Население
| 2010  | 2012  | 2013  | 2014  | 2015  | 2016  | 2017  |
| ----- | ----- | ----- | ----- | ----- | ----- | ----- |
| 2070  | ↗2077 | ↗2115 | ↘2104 | ↘2087 | ↗2137 | ↘2114 |
| 2018  | 2021  |       |       |       |       |       |
| ↗2144 | ↘2068 |       |       |       |       |       |

## Состав сельского поселения
| № | Населённый пункт | Тип населённого пункта       | Население |
| - | ---------------- | ---------------------------- | --------- |
| 1 | Байгора          | железнодорожная станция      | ↘125      |
| 2 | Княжая Байгора   | село, административный центр | ↗827      |
| 3 | Кубань           | деревня                      | ↘901      |
| 4 | Роза             | посёлок                      | ↘209      |